# Stadtbefestigung Creglingen

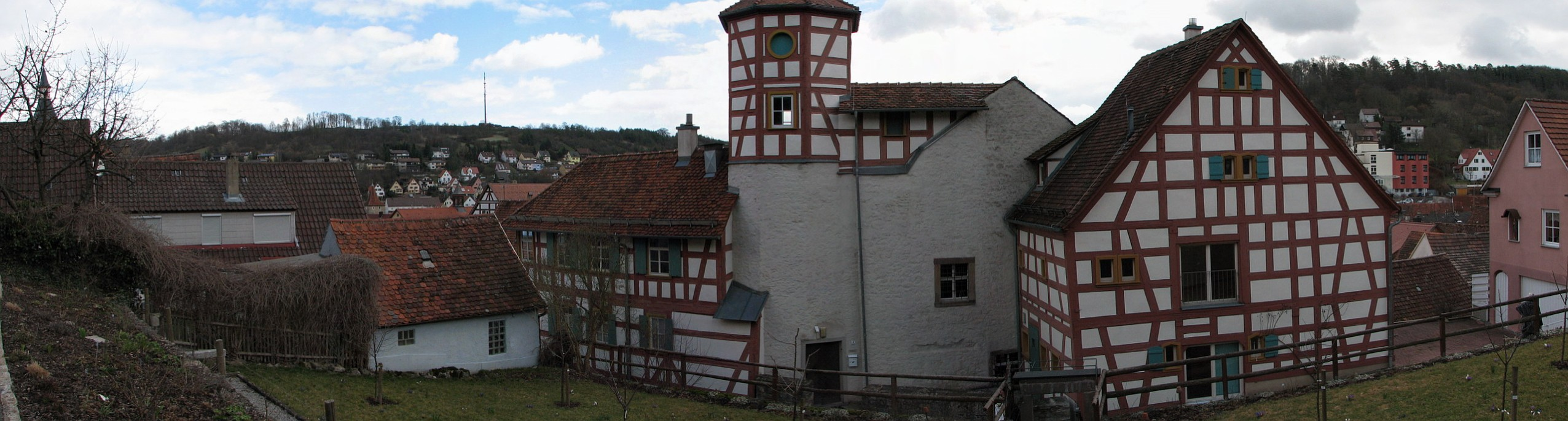
Reste der Stadtbefestigung beim Romschlösschen in Creglingen

Die Stadtbefestigung Creglingen bezeichnet die ehemaligen Befestigungswerke der Stadt Creglingen im Main-Tauber-Kreis in Baden-Württemberg.

## Geschichte und Bauten
Große Teile der einstigen Stadtbefestigung sind abgegangen. Die historische Stadtbefestigung bestand aus einer Stadt- und Zwingermauer, mehreren Türmen und Toren sowie einem Graben zwischen Stadt- und Zwingermauer.
Heute sind noch folgende Reste der historischen Stadtbefestigung erhalten:
- Neue Straße 26: Faulturm, mittelalterlicher massiver Stadtturm,
- Romgasse (parallel zur Straße, Flst.Nr. 76, 77/5, 77/6): Mittelalterlicher Stadtmauerzug,
- Romgasse 26: (am Wohnhaus) Stadtmauerrest, mittelalterlich,
- Schlosserbuck 2: Schlosserturm, Stadtmauerrest mit Fachwerkeinbau, 17./18. Jahrhundert,
- Stadtgraben 12: Lindleinsturm mit Fachwerkaufsatz des 18. Jahrhunderts,
- Flst.Nr. 21/1, 22/2: Graben zwischen Stadt- und Zwingermauer.

Deutlich sichtbar erhalten sind Reste der Stadtmauer an der terrassenförmigen Gartenanlage beim Romschlösschen. Die noch bestehenden Überreste der mittelalterlichen Stadtbefestigung stehen heute unter Denkmalschutz.